# غراهام بود
غراهام بود (بالإنجليزية: Graham Budd)‏ هو إحاثي بريطاني، ولد في 7 سبتمبر 1968 في كولشيستر في المملكة المتحدة.